# Тавау
Тавау е град в щата Сабах, Малайзия. Населението му е 381 736 жители (2010 г.), а площта 6125 кв. км. Намира се в часова зона UTC+8.

## Икономика
Традиционният износ е бил тютюн, какао и палмово масло. Риболовът сe практикува от древни времена. В наши дни Тавау е едно от основните пристанища на Сабах за износ на дървен материал (дървесина).

## Побратимени градове
- Джакарта (Индонезия)
- Куала Лумпур (Малайзия)
- Маями (САЩ)